# Лос-Мочис
Лос-Мо́чис (исп. Los Mochis) — город в Мексике, входит в штат Синалоа. Население 358 977 человек.
Город обслуживает Международный аэропорт Валье-дель-Фуэрте.

## История
В 1903 году город основал Альберт Кимсей Овен.